# Mario Lösch
Mario Lösch (* 13. September 1989 in Ritzing) ist österreichischer Fußballspieler. In seiner Profikarriere war er beim österreichischen Bundesligaverein SV Mattersburg aktiv. 2010 wurde sein Vertrag jedoch nicht mehr verlängert.

## Karriere
Lösch begann beim SC Ritzing mit dem Fußballspielen. Nach guten Leistungen in der Jugendmannschaft der Ritzinger wechselte er in die Jugendabteilung des SC Heerenveen. Nachdem er sich aus den Niederlanden verabschiedete, ging er nach England und unterschrieb bei Derby County, wo er in der zweiten Mannschaft und in der Jugendmannschaft zum Einsatz kam. Bei der Amateurmannschaft spielte er unter anderem gegen Größen wie Michael Ballack, der sich nach einer Verletzung beim Amateurteam des FC Chelsea fit hielt. 2008 ging es zurück in die Heimat Österreich und unterschrieb beim SV Mattersburg, wo er auch seinen ersten Bundesligaeinsatz absolvierte. Lösch spielte beim Bundesligaauftakt gegen den FC Red Bull Salzburg, welcher 0:6 verloren ging. Er wurde beim Stand von 0:6 für Ilco Naumoski eingewechselt.
Im Sommer 2010 kehrte er zu seinem Stammverein SC Ritzing zurück. 2012 wechselte er zum ASK Horitschon in die Burgenlandliga. 2015 wechselte er in die 1. Klasse Mitte zum UFC Neckenmarkt.